# FMA I.Ae. 37 Ala Delta
FMA I.Ae. 37 Ala Delta — экспериментальный самолёт, разработка которого велась в Аргентине в 1950—60-х годах. Аэродинамическая схема — летающее крыло. Первый в Аргентине летательный аппарат «летающее крыло» на реактивной тяге. Разрабатывался командой инженеров кордовского Института аэротехники во главе с немецким авиаконструктором Реймаром Хортеном как сверхзвуковой перехватчик. В некоторых источниках ошибочно носит обозначение Pulqui III.

## Предыстория
Братья Вальтер и Реймар Хортены были убеждены, что наиболее аэродинамически совершенная форма для самолёта — форма «летающее крыло». Свой первый планер по такой схеме они сконструировали в 1931 году и назвали его Horten I. В 1936 году братья поступили на службу в Люфтваффе и продолжали свои изыскания. Результатом этого стала разработка истребителя Horten Ho IX по схеме «летающее крыло» в 1942 году. После войны братья работали в Аргентине, где был разработан истребитель I.Ae. 37 Ala Delta

## История

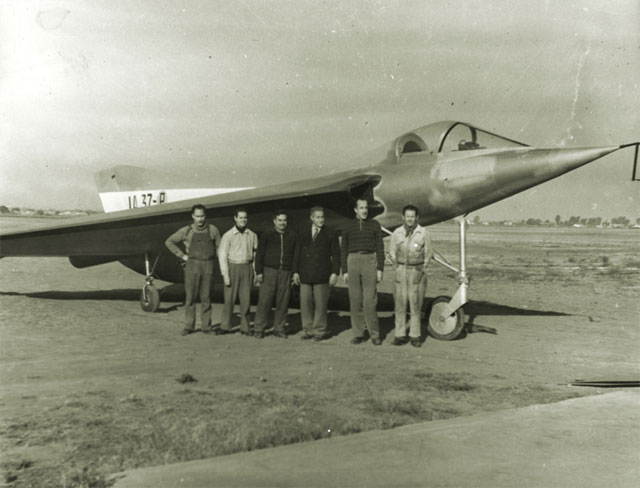
Опытный «Ala Delta» и его конструкторы

Работы над проектом начались в 1953. Первый полёт моторизированного прототипа планировался в 1956, но работы над проектом были приостановлены после смещения Перона.
Первоначально была построена немоторизованная натурная модель самолёта в виде планёра. Первый полёт планёра, состоявшийся 19 октября 1954 года, выявил недостатки самолёта и они устранялись до 1958 года. Планёр буксировали два транспортных самолёта Junkers Ju-52/3M.
В ходе разработок на самолёт установили турбореактивный двигатель Rolls-Royce Derwent 5 тягой 1832 кгс. Топливо размещалось в двух 850-литровых баках внутри фюзеляжа. Первый полёт самолёта состоялся в начале 1961 года. Однако самолёт не смог выйти на расчётные характеристики и показал максимальную скорость — 902 км/ч. Для решения этой проблемы планировалось оснастить I.Ae. 37 турбореактивными двигателями Rolls-Royce Avon (варианты с Avon RA.3 тягой 2948 кгс и Avon RA.7 тягой 3401 кгс). Однако авария прототипа привела к прекращению дальнейших работ над самолётом.

## Тактико-технические характеристики
Источник данных: 

Технические характеристики
- Экипаж: 1
- Длина: 11,00 м
- Размах крыла: 9,78 м
- Высота: 3,98 м
- Масса пустого: 3300 кг
- Максимальная взлётная масса: 4800 кг
- Силовая установка: 1 × ТРД Rolls-Royce Derwent 5
- Тяга: 1 × 1832 кгс

Лётные характеристики
- Максимальная скорость: 902 км/ч
- Практическая дальность: 1000 км
- Практический потолок: 12 000 м